# マルコス・アントニオ・シウヴァ・サントス
マルコス・アントニオことマルコス・アントニオ・シウヴァ・サントス（Marcos Antônio Silva Santos,  2000年6月13日 - ）は、ブラジル・バイーア州ポソンイス出身のプロサッカー選手。サンパウロFC所属。ポジションはミッドフィールダー。

## 来歴
2014年にアトレチコ・パラナエンセのユースアカデミーに入団。2018年にポルトガルに渡り、7月にエストリル・プライアと契約。2018-19シーズンはリーガプロで3試合に出場した。
2019年2月19日、ウクライナのシャフタール・ドネツクと5年契約を締結した。
2022年7月1日、イタリア・セリエAのラツィオに移籍した。

## 代表経歴
2017年に南米U-17選手権のブラジル代表として出場し、同年インドで開催されたFIFA U-17ワールドカップに出場。3位入賞に貢献した。

## タイトル
シャフタール
- ウクライナ・プレミアリーグ（2018-19, 2019-20）
- ウクライナ・カップ（2018-19）
- ウクライナ・スーパーカップ（2021）

PAOK
- ギリシャ・スーパーリーグ（2023-24）